# Liveman
 (novembre 2015).
Si vous disposez d'ouvrages ou d'articles de référence ou si vous connaissez des sites web de qualité traitant du thème abordé ici, merci de compléter l'article en donnant les références utiles à sa vérifiabilité et en les liant à la section « Notes et références ».
Maskman Turboranger
Liveman (超獣戦隊ライブマン, Chōjū Sentai Raibuman, littéralement Liveman, l'escadron des super-animaux) est une série télévisée japonaise du genre sentai, en 49 épisodes de 20 minutes, créée en 1988.
En France, elle a été diffusée à partir du 31 mai 1989 sur TF1 dans le Club Dorothée sous le titre de Bioman 3 : Liveman.

## Place parmi les Super sentai
Restée dans les mémoires des fans comme étant l'une des plus réussies, cette série est la première depuis Taiyō Sentai Sun Vulcan à débuter avec trois membres et à baser son motif sur des animaux. Elle comporte en outre de nombreuses innovations sur les sentai précédents : première femme en bleu, premiers changers en deux parties, premiers mechas basés sur des animaux, et première combinaison de deux robots géants.
S'il est assez courant d'avoir une équipe de 5 rangers, les Livemen se démarquent en étant une équipe de trois qui a reçu le renfort d'un duo. De plus, les deux sous-groupes peuvent combiner leurs mechas personnels en un humanoïde géant, et pour la première fois, les deux robots humanoïdes se combinent pour en former un plus puissant. La présence de plusieurs robots combinables deviendra la norme dans les sentai suivants, mais il faudra attendre Ninpū Sentai Hurricaneger pour retrouver la structure en "3+2".
Contrairement à ce qui est souvent annoncé sur les sites francophones, Liveman n'est pas la première série sentai à avoir eu un homme en jaune. La confusion vient probablement du fait que les séries sentai précédemment diffusées en France (Bioman, Flashman et Maskman) avaient toutes une femme en jaune.
C'est la première saison à avoir le code couleur "Rouge-Jaune-Bleu-Noir-Vert", qui sera repris dans Go-onger.

## Diffusion en France
En France, la série a été diffusée en 1989 sur TF1 dans le Club Dorothée sous le titre Bioman 3 : Liveman, car elle suivait Bioman et Maskman. Elle est rediffusée sur Mangas à partir du 7 juin 2000
Les trois séries n'ont aucun lien scénaristique (tous les Super sentai se déroulent dans le même univers, comme le prouve leur rassemblement dans le film Gokaiger Goseiger Super Sentai 199 Hero Great Battle, mais ces trois-là n'ont pas de lien privilégié entre eux). Le générique de début chanté par Bernard Minet suggère qu'il s'agit des mêmes héros de retour, ce qui ne correspond pas à l'histoire.
Contrairement à Maskman qui a été rebaptisé Bioman en VF, Liveman a conservé son nom d'origine.
Dorothée fait une apparition dans l'épisode 30, en tant que "Docteur Dorothée".
A ce jour, aucune sortie DVD de la série prévue en France.

## Synopsis
Dans une académie scientifique, des étudiants et amis cherchent comment rendre la vie plus simple. Mais trois d'entre eux, Kenji, Rui et Gō, se rebellent et quittent le cours, prétendant que les humains ne valent pas la peine d'être aidés ou sauvés, sous les yeux ébahis des autres étudiants dont Mari, Takuji, Yūsuke, Jō et Megumi. Les trois étudiants sont contactés par un étrange personnage, le Dr Bias, qui leur propose de lui prêter assistance dans la domination du monde. Alors qu'un vaisseau de l'armée du cerveau armé Volt, l'armée du Grand Professeur Bias, vient chercher les trois rebelles, ils sont découverts par les cinq amis qui testaient une nouvelle tenue de protection. Kenji sort alors une arme et fait feu, tuant Mari et Takuji qui protègent Yūsuke, Jō et Megumi, avant de s'enfuir.
Deux ans plus tard, alors qu'un vaisseau créé par l'académie doit partir pour l'espace, l'armée du cerveau armé Volt attaque le vaisseau et fait un massacre dans la ville. Les attaquants montrent leur visage : Dr Kemp (Kenji), Dr Mazenda (Rui) et Dr Obler (Gō), dévoués au Dr Bias. Yūsuke, Jō et Megumi annoncent qu'en deux ans, les choses ont bien changé et qu'ils sont prêts à se battre. Ce disant, ils se métamorphosent en Livemen grâce aux transformateurs qu'ils ont eux-mêmes construits. Le combat pour la liberté du monde a commencé.
Plus tard, ils seront rejoints par les frères de Takuji et Mari, Tetsuya et Junichi.

## Fiche technique
- Titre original : Chōjū Sentai Liveman (超獣戦隊ライブマン)
- Titre français : Liveman ; Bioman 3 : Liveman (Club Dorothée)
- Musique : Tatsumi Yano
  - Génériques : Chōjū Sentai Liveman et Ashita ni ikiru ze ! interprétés par Daisuke Shima

## Distribution[3]
- Takeshi Kuwabara (VF : Yves-Fabrice Lebeau): narrateur
- Daisuke Shima (VF : Mark Lesser): Yūsuke Amamiya / Red Falcon
- Kazuhiko Nishimura (VF : Ludovic Baugin): Jō Ōhara / Yellow Lion
- Megumi Mori (VF : Odile Schmitt): Megumi Misaki / Blue Dolphin
- Seirou Yamaguchi (VF : Jacques Bouanich): Tetsuya Yano / Black Bison (ép. 28-49)
- Jin Kawamoto (VF : Yves-Fabrice Lebeau) : Junichi Aikawa / Green Sai (ép. 29-49)
- Daisuke Ban : Docteur Hoshi (1-2)
- Motoko Watanabe : Colon
- Makoto Kōsaka (VF : Malvina Germain): Colon (voix)
- Hiromichi Hori : Takuji Yano (ép. 1)
- Hiroe Hayashi : Mari Aikawa (ép. 1)
- Dorothée : Dr Dorothée (ép. 30)
- Jōji Nakata (VF : Mario Pecqueur): Grand Professeur Bias
- Kentarō Ishizema : Bias enfant (ép. 48-49)
- Yutaka Hirose (VF :Hubert Drac): Kenji Tsukigata / Docteur Kemp (ép. 1-48)
- Akiko Kurusu (VF : Malvina Germain): Rui Senda / Docteur Mazenda (ép. 1-47)
- Toru Sakai (VF : Bruno Journée): Docteur Obler (ép. 1-21, 41, 46-47)
- Atsuo Mori : Gō Omura
- Yoshinori Okamoto (VF : Mario Pecqueur): Arashi Busujima / Docteur Ashura (ép. 11-46)
- Moichi Saitō (VF : Mario Pecqueur): Gildos (voix)
- Takuzō Kamiyama : Butchy (voix)
- Naoki Ōfuji : Gush
- Hideaki Kusaka (VF : Yves-Fabrice Lebeau): Gush (voix)
- Kazuo Niibori : Red Falcon (doublure cascades)
- Masato Akata : Yellow Lion (doublure cascades)
- Yuichi Hachisuka : Blue Doplhin (doublure cascades)
- Hirofumi Ishigaki : Black Bison / LiveBoxer (doublure cascades)
- Shoji Hachizuka : Green Sai (doublure cascades)
- Hideaki Kusaka : Live-Robot / Super-live-Robot (doublure cascades)

## Personnages

### Livemen
- Yusuke Amamiya (天宮勇介, Amamiya Yūsuke?) / Aéro Condor (レッドファルコン, Reddo Farukon?, Red Falcon)
- Jo Ohara (大原丈, Ōhara Jō?) / Lion Météore (イエローライオン, Ierō Raion?, Yellow Lion)
- Megumi Misaki (岬めぐみ, Misaki Megumi?) / Paléo Dauphin (ブルードルフィン, Burū Dorufin?, Blue Dolphin)
- Tetsuya Yano (矢野鉄也, Yano Tetsuya?) / Bison Ardent (ブラックバイソン, Burakku Baison?, Black Bison) (28[4]-49)
- Jun'ichi Aikawa (相川純一, Aikawa Jun'ichi?) / Phaco Fort (グリーンサイ, Gurīn Sai?, Green Sai [5]) (29[4]-49)

### Soutien
- Colon (コロン, Koron?)
- Pr Hoshi (星博士, Hoshi-hakase?)
- Takuyi Yano (矢野卓二, Yano Takuji?)
- Mari Aikawa (相川麻理, Aikawa Mari?)
- Takeshi Yano (矢野武志, Yano Takeshi?)
- Pr Dorothée (ドロテ博士, Dorote-hakase?) (épisode 30)

### Armée des cerveaux armés Volt
L'armée des Cerveaux armés Volt (武装頭脳軍ボルト, Busō Zunō Gun Boruto) est une société secrète recrutant des génies scientifiques pour leur intelligence, et désirant anéantir les hommes pour rebâtir un monde dominé uniquement par des esprits supérieurs. Ils opèrent depuis une station orbitale (appelée Brain Base (ヅノーベース, Zunōbēsu) en VO).
- Grand Professeur Bias (大教授ビアス, Daikyōju Biasu?)
- Dr Kemp (ドクター・ケンプ, Dokutā Kempu?)
- Dr Mazenda (ドクター・マゼンダ, Dokutā Mazenda?)
- Dr Obler (ドクター・オブラー, Dokutā Oburā?)
- Dr Ashura (ドクター・アシュラ, Dokutā Ashura?)
- Gildas (ギルド星人ギルドス, Girudo seijin Girudosu?, Guildos de la planète Guild)
- Butchy (チブチ星人ブッチー, Chibuchi seijin Bucchī?, Butchy de la planète Chibuchi)
- Gush (ガードノイド・ガッシュ, Gādonoido Gasshu?, Gardnoïd Gash)
- Jimmers (ジンマー, Jinmā?) : Les fantassins de Volt. Mazenda en développe plus tard une variante nommée Dummymen (ダミーマン, Damīman?), capable de prendre forme humaine.

## Arsenal
- (ツインブレス, Tsuinburesu?, Twin Brace) : Bracelets de transformation. La partie droite porte l'emblème de chaque Liveman ; la partie gauche sert à communiquer. Pour se transformer, les Livemen croisent les deux bracelets à l'image d'un L en criant soit « Liveman !, soit leurs noms de code respectifs.
- Pistolet laser (ライブラスター, Raiburasuta?, LiBlaster) : Arme de poing standard, qui possède également un mode épée.
- Prise Condor (ファルコンソード, Farukon Sōdo?, Falcon Sword) : Épée, arme personnelle de Yusuke. Sa lame est brisée au cours de la série, la rendant inutilisable.
  -   (ファルコンセイバー, Farukon Seibā?, Falcon Sabre) : Seconde épée personnelle de Yusuke, introduite au cours de la série. Elle est plus résistante que la précédente.
- (ライオンパンチ, Raion Panchi?, Lion Punch) : Gantelet léontocéphale utilisé par Jo. Après l'introduction du Lion Bazooka, il n'est plus utilisé.
  - Lion Bazooka (ライオンバズーカ, Raion Bazūka?) : La seconde arme personnelle de Jo : un canon portatif, introduit au cours de la série.
  - Arc laser (ドルフィンアロー, Dorufin Arō?, Dolphin Arrow) : Arme personnelle de Megumi, qu'elle utilise tout au long de la série.
- Triple Fusion (トリプルバズーカ, Toripuru Bazūka?, Triple Bazooka) : Assemblage des armes personnelles des trois premiers Livemen en un puissant canon.
- (バイソンロッド, Baizon Roddo?, Bison Rod) : Bâton de combat laser utilisé par Tetsuya. Il peut s'allonger à l'infini.
- Rhino Boomerang (サイカッター, Sai Kattā?, Sai Cutter) : Boomerangs lasers utilisés par Jun'ichi.
- Canon trionique (バイモーションバスター, Baimōshon Basutā?, Bimotion Buster) : Puissant canon utilisé par les Livemen. Il est relativement lent à l'utilisation, aussi n'est-il employé que pour achever les monstres.

### Mechas
- Machine Buffalo (マシンバッファロー, Mashin Baffarō?) : Vaisseau servant à transporter les mechas Aéro Condor, Lion Météore et Paléo Dauphin sur les lieux du combat.

- MétaGamma Fusion (ライブロボ, Raibu Robo?, Live-Robot) : Le premier robot, formé par l'assemblage des mechas des trois premiers Livemen :
  - Aéro Condor (ジェットファルコン, Jetto Farukon?, Jet Falcon) : Piloté par Yusuke.
  - Lion Météore (ランドライオン, Rando Raion?, Land Lion) : Piloté par Jo.
  - Paléo Dauphin (アクアドルフィン, Akua Dorufin?, Aqua Dolphin) : Piloté par Megumi.

L'assemblage a lieu à partir de la commande « ! » (「合体！ライブディメンション！」, « Gattai! Raibu Dimenshon! »). Il est armé de l'épée Carbo-lame (超獣剣, Chōjūken, littéralement Épée Super-animale) et du bouclier ライブシールド (Raibu Shīrudo).
- Phaco Bison (ライブボクサー, Raibu Bokusā?, Live-Boxer) : Le second robot, formé par l'assemblage des mechas de Tetsuya et Jun'ichi. Il se spécialise dans les attaques de boxe.
  - Méta Bison (バイゾンライナー, Baizon Rainā?, Bison Liner) : Piloté par Tetsuya, avec parfois l'aide de Yusuke et Jo.
  - Phaco Fort (サイファイヤー, Sai Faiyā?, Rhino[5] Fire) : Piloté par Jun'ichi, avec parfois l'aide de Megumi.
- 'PhacoMétaGamma (スーパーライブロボ, Sūpā Raibu Robo?, Super-live-Robot) : Robot formé par l'assemblage des deux robots précédents par la commande «  ! » (「合体！スーパーライブディメンション！」, « Gattai! Sūpā Raibu Dimenshon! »?)

## Épisodes
1. Une nouvelle ère commence (友よ君達はなぜ！？, Tomo yo Kimitachi wa Naze!??)
2. Le souvenir du Dr Hochi (命に誓う三つの力, Inochi ni Chikau Mittsu no Chikara?)
3. La métamorphose d'Obler (オブラー悪魔変身, Oburā Akuma Henshin?)
4. L'homme aux deux visages (暴け！ダミーマン, Abake! Damī Man?)
5. Une voiture très spéciale (暴走エンジン怪獣, Bōsō Enjin Kaijū?)
6. Dom le dinosaure (襲来！生きた恐竜, Shūrai! Ikita Kyōryū?)
7. Adieu pauvre dinosaure (恐竜ＶＳライブロボ, Kyōryū tai Raibu Robo?)
8. Une ruse infernale (愛と怒りの決闘！, Ai to Ikari no Kettō!?)
9. Le parfum de la rose (バラよ熱く香れ！, Bara yo Atsuku Kaore!?)
10. Destination inconnue (スケボー迷路破り, Sukebō Meiro Yaburi?)
11. L'enlèvement (頭脳獣を噛んだ男, Zunōjū o Kanda Otoko?)
12. La métamorphose d'Arachi (超天才アシュラ！, Chō Tensai Ashura!?)
13. L'arme chimique (燃えよ鋼鉄コロン, Moe yo Kōtetsu Koron?)
14. Le Choc électrique (ナベ男勇介の叫び, Nabe Otoko Yūsuke no Sakebu?)
15. La lettre d'amour de Yusuke (必殺！死神ガッシュ, Hissatsu! Shinigami Gasshu?)
16. Il faut sauver Hamako (キョンシーの手紙, Kyonshī no Tegami?)
17. Une poupée au cœur tendre (泣く人形！襲う人形！, Naku Ningyō! Osō Ningyō!?)
18. Le gène de tendresse et d'amour (罠！丈の愛した頭脳獣, Wana! Jō no Ai Shita Zunōjū?)
19. La Bible de Bias (ガリ勉坊やオブラー, Gariben Bōya Oburā?)
20. Le sosie du Dr Obler (落第オブラーの逆襲!, Rakudai Oburā no Gyakushū?)
21. Le retour de Gō (豪よ聞け！？母の声を・・・, Gō yo Kike! Haha no Koe o…?)
22. Le chant des monstres (宇宙カラオケ名人登場, Uchū Karaoke Meijin Tōjō?)
23. Avec la fureur du désespoir (コンマ１秒に賭けた命, Konma Ichibyō ni Kaketa Inochi?)
24. Je ne veux plus être un cancre (遊んで百点が取れる！？, Asonde Hyakuten ga Toreru!??)
25. Un garçon peureux (鶴ケ城の８大頭脳獣！, Tsugurajō no Hachidai Zunōjū!?)
26. La révolte de Dame Nature (会津の巨大カブト虫！, Aizu no Kyodai Kabutomushi!?)
27. Les retrouvailles (娘よ！ギガ計画を射て, Musume yo! Giga Keikaku o Ite?)
28. Rendez-vous manqué (巨大ギガボルトの挑戦, Kyodai Gigaboruto no Chōsen?)
29. Colon à rude épreuve (復讐のライブボクサー, Fukushū no Raibu Bokusā?)
30. L'union fait la force (今ここに５人の戦士が, Ima Koko ni Gonin no Senshi ga?)
31. Bonjour papa (ママ！寄生怪物の叫び, Mama! Kisei Kaibutsu no Sakebi?)
32. Le sang de Kemp (ケンプ、血とバラの謎, Kenpu, Chi to Bara no Nazo?)
33. Fausse apparence (がんばれ鉄ちゃんロボ, Ganbare Tetsu-chan Robo?)
34. Le chausson rouge (未来と今を駆ける恋！, Mirai to Ima o Kakeru Koi!?)
35. Le rendez-Vous manqué (勇介とケンプの約束！！, Yūsuke to Kenpu no Yakusoku!!?)
36. Le match de l'amitié (激突！友情のタックル, Gekitotsu! Yūjō no Takkuru?)
37. La métamorphose de Kemp (１６才ケンプ恐獣変身！, Jūrokusai Kenpu Kyōjū Henshin!?)
38. La force du mal (動く破壊兵器マゼンダ, Ugoku Hakai Heiki Mazenda?)
39. Le symbole de paix (守れ！宇宙の一粒の命, Mamore! Uchū no Hitotsubu no Inochi?)
40. Le cœur de Megumi (恋！？めぐみと宝石泥棒, Koi!? Megumi to Hōseki Dorobō?)
41. Le secret de Gō (透明人間、豪の告白！！, Tōmei Ningen, Gō no Kokuhaku!!?)
42. L'attentat (ビアス宇宙からの挑戦, Biasu Uchū Kara no Chōsen?)
43. La vraie nature de Gildas (怪！？ギルドス最後の姿, Kai!? Girudosu Saigo no Sugata?)
44. Les malheurs de Butchi (ブッチー涙の大暴走！！, Butchī Namida no Dai Bōsō!!?)
45. La guerre informatique (アシュラ逆転一発勝負, Ashura Gyakuten Ippotsujōbu?)
46. La lutte finale commence (オトコ嵐！最後の戦い, Otoko Arashi! Saigo no Tatakai?)
47. Adieu Mazenda (千点頭脳！マゼンダ！！, Senten Zunō! Mazenda!!?)
48. La renaissance de Bias (誕生！！少年王ビアス！, Tanjō!! Shōnen Ō Biasu!?)
49. La métamorphose diabolique (大教授ビアスの崩壊, Dai Kyōju Biasu no Hōkai?)

## Autour de la série
- Dans la version originale, les chansons Chōjū Sentai Raibuman (début), Ashita ni Ikiruze! (fin) et Utsukushki Dreamer sont chantéés par Daisuke Shima (Red Falcon), alors que la chanson Spark Umi he est chantée par Megumi Mori (Blue Dolphin).
- Daisuke Shima reprendra son rôle dans Gaoranger dans lequel il entraîne Gaku Washio / Gao Yellow à l'épée et fera la voix de son personnage dans le film Zyuohger VS Ninninger; Kazuhiko Nishimura reprendra son rôle dans l'épisode 30 de Gokaiger.
- L'actrice Mégumi Mori est la seule de la série à garder le même prénom que son personnage avec un nom différent (si on ne compte pas Dorothée avec son nom d'animatrice dans l'épisode 30) mais on ne sait pas si c'est le scénariste qui l'a voulu volontairement ou si ce n'est qu'une pure coïncidence. Le nom de famille différent permet toutefois d'éviter une confusion entre l'actrice et son personnage.